# Шполярич, Матия
Матия Шполярич (серб. Matija Špoljarić, греч. Ματία Σπόλιαριτς) или Мати (исп. Mati) (2 апреля 1997, Лимасол, Кипр) — кипрский и сербский футболист, полузащитник клуба «Арис (Лимасол)». Выступал в сборной Кипра.

## Биография

### Клубная карьера
Родился 2 апреля 1997 в кипрском городе Лимасол и является воспитанником местного клуба «Аполлон». В 2010 году перешёл в молодёжную команду «Атлетико Мадрид». В ноябре 2013 года перенёс операцию на обоих менисках левого колена и выбыл на несколько месяцев. Летом 2016 года был отдан в аренду на один сезон в фарм-клуб «Толедо», за который сыграл 16 матчей и забил 1 гол в испанской Терсере. Летом 2017 года, после окончания аренды, вернулся в «Аполлон». Дебютировал в чемпионате Кипра 2 декабря 2017, выйдя на замену на 78-й минуте в матче с «Пафосом».

### Карьера в сборной
Шполярич мог выбирать между сборными Сербии, Хорватии, Греции, Кипра или Испании, владеет английским, греческим и испанским языками. Он изначально выступал за юношескую сборную Кипра, однако в 2013 году принял решение выступать за Сербию, которую представлял в категориях до 17 и до 19 лет. После возвращения на Кипр в 2017 году стал выступать за молодёжную сборную Кипра.
За основную сборную дебютировал 21 марта 2019 года в матче отборочного турнира чемпионата Европы 2020 против сборной Сан-Марино.

## Достижения
«Аполлон»
- Обладатель Суперкубка Кипра: 2017

«Арис» Лимасол
- Чемпион Кипра: 2022/23
- Обладатель Суперкубка Кипра: 2023

## Семья
- Отец: Миленко Шполярич (р. 1967) — югославский футболист. В 1992 году переехал на Кипр и впоследствии выступал за сборную Кипра. Он этнический серб, родившийся в Социалистической Республике Хорватия.
- Мать родом из Греции.
- Брат: Александер (р. 1995) — футболист.
- Брат: Данило (р. 1999) — футболист.